# میروسلاو کارهان
میروسلاو کارهان (انگلیسی: Miroslav Karhan؛ زادهٔ ۲۱ ژوئن ۱۹۷۶) بازیکن فوتبال اهل اسلواکی است.
از باشگاه‌هایی که در آن بازی کرده‌است می‌توان به باشگاه فوتبال بشیکتاش، باشگاه فوتبال اسپارتاک ترناوا، باشگاه فوتبال وولفسبورگ، باشگاه فوتبال رئال بتیس، باشگاه فوتبال ماینتس ۰۵، و باشگاه فوتبال اسپارتاک ترناوا اشاره کرد.
وی همچنین در تیم ملی فوتبال اسلواکی بازی کرده‌است.